# Peter Kjær
Peter Kjær (Fredericia, 5 novembre 1965) è un ex calciatore danese, di ruolo portiere.

## Carriera

### Giocatore

#### Club
Peter Kjær iniziò la sua carriera nelle giovanili del Fredericia FF, iniziando a giocare tra i professionisti nel 1983 con il Vejle Boldklub, prima di passare al Silkeborg IF nel 1993. Fece poi una piccola parentesi, nel 2001, in Turchia, dove giocò per il Beşiktaş prima di chiudere la carriera nell'Aberdeen, dove rimase dal 2001 al 2003.

#### Nazionale
Peter Kjær rappresentò la Nazionale danese in quattro incontri, debuttando all'età di 35 anni il 25 aprile 2001, nel match d'addio di Peter Schmeichel.
Kjær fu inoltre incluso nelle liste dei convocati della squadra danese per i mondiali di calcio di Francia 1998 e Corea del Sud-Giappone 2002 e per il campionato d'Europa 2000.

### Dirigente
È il direttore sportivo del club danese del Silkeborg IF.

## Statistiche

### Cronologia presenze reti in nazionale
| Cronologia completa delle presenze e delle reti in nazionale ― Danimarca | Cronologia completa delle presenze e delle reti in nazionale ― Danimarca | Cronologia completa delle presenze e delle reti in nazionale ― Danimarca | Cronologia completa delle presenze e delle reti in nazionale ― Danimarca | Cronologia completa delle presenze e delle reti in nazionale ― Danimarca | Cronologia completa delle presenze e delle reti in nazionale ― Danimarca | Cronologia completa delle presenze e delle reti in nazionale ― Danimarca | Cronologia completa delle presenze e delle reti in nazionale ― Danimarca |
| Data                                                                     | Città                                                                    | In casa                                                                  | Risultato                                                                | Ospiti                                                                   | Competizione                                                             | Reti                                                                     | Note                                                                     |
| ------------------------------------------------------------------------ | ------------------------------------------------------------------------ | ------------------------------------------------------------------------ | ------------------------------------------------------------------------ | ------------------------------------------------------------------------ | ------------------------------------------------------------------------ | ------------------------------------------------------------------------ | ------------------------------------------------------------------------ |
| 25-4-2001                                                                | Copenaghen                                                               | Danimarca                                                                | 3 – 0                                                                    | Slovenia                                                                 | Amichevole                                                               | -                                                                        | 65’                                                                      |
| 1-9-2001                                                                 | Copenaghen                                                               | Danimarca                                                                | 1 – 1                                                                    | Irlanda del Nord                                                         | Qual. Mondiali 2002                                                      | -1                                                                       | 13’                                                                      |
| 5-9-2001                                                                 | Sofia                                                                    | Bulgaria                                                                 | 0 – 2                                                                    | Danimarca                                                                | Qual. Mondiali 2002                                                      | -                                                                        |                                                                          |
| 27-3-2002                                                                | Dublino                                                                  | Irlanda                                                                  | 3 – 0                                                                    | Danimarca                                                                | Amichevole                                                               | -2                                                                       | 46’                                                                      |
| Totale                                                                   |                                                                          | Presenze                                                                 | 4                                                                        |                                                                          | Reti                                                                     | -3                                                                       |                                                                          |

## Palmarès

### Club

#### Competizioni nazionali
- Campionato danese: 2

Vejle: 1984
Silkeborg: 1993-1994
- Supercoppa di Danimarca: 1

Silkeborg: 1994

#### Competizioni internazionali
- Coppa Intertoto UEFA: 1

Silkeborg: 1996

### Nazionale
- Confederations Cup: 1

1995